# بياتريس راين
بياتريس راين (بالفرنسية: Béatrix Marzouki
)‏، هي طبيبة فرنسية وزوجة الرئيس التونسي السابق المنصف المرزوقي، وكانت أول سيدة تتولى لقب "سيدة تونس الأولى" بعد الثورة التونسية. من الجدير بالذكر أن بياتريس راين ليست أم بنات منصف المرزوقي، حيث أن نادية ومريم المرزوقي هما ابنتا طليقته السابقة ناتالي بتشار، التي هي أيضًا فرنسية الأصل.
ظهرت نادية ومريم إلى جانب بياتريس في بعض الأنشطة الإعلامية بعد عامين من تولي المرزوقي رئاسة الحكومة التونسية بعد الثورة. أما مريم المرزوقي، الابنة الكبرى، فقد درست في مدرسة الأساتذة العليا وكانت أستاذة مساعدة في الفلسفة، بالإضافة إلى أنها مديرة فنية لشركة مسرحية. في حين حصلت نادية المرزوقي على شهادة الدكتوراه في العلوم السياسية من معهد الدراسات السياسية في باريس عام 2008، حيث ركزت أبحاثها على الخبرات الدينية.
اختارت بياتريس أن تركز على حياتها المهنية بعيدًا عن الساحة السياسية، ولم تظهر إلى جانب زوجها الرئيس منصف المرزوقي إلا بعد مرور عامين على توليه الرئاسة. كانت أول ظهور علني لها في 4 يوليو 2013، خلال زيارة الرئيس الفرنسي فرانسوا أولاند وزوجته فاليري تريفلير إلى تونس، حيث رافقت زوجها في حفل استقبالهما. كما ظهرت مرة أخرى في 14 أغسطس 2015، عندما رافقت المرزوقي إلى فرنسا للمشاركة في إحياء الذكرى السبعين لعملية دراغون في مدينة تولون.

## وصلات خارجية
- نشر في ونس- افريكان مانجر بتاريخ 4-07-2013-16:08، تحت عنوان:حرم المرزوقي تظهر لأول مرة في موكب رسمي لدى استقبال الرئيس الفرنسي
- نشر في lemag.ma بتاريخ 5 أبريل 2013
- بياتريس المرزوقي